# University of Michigan Law School

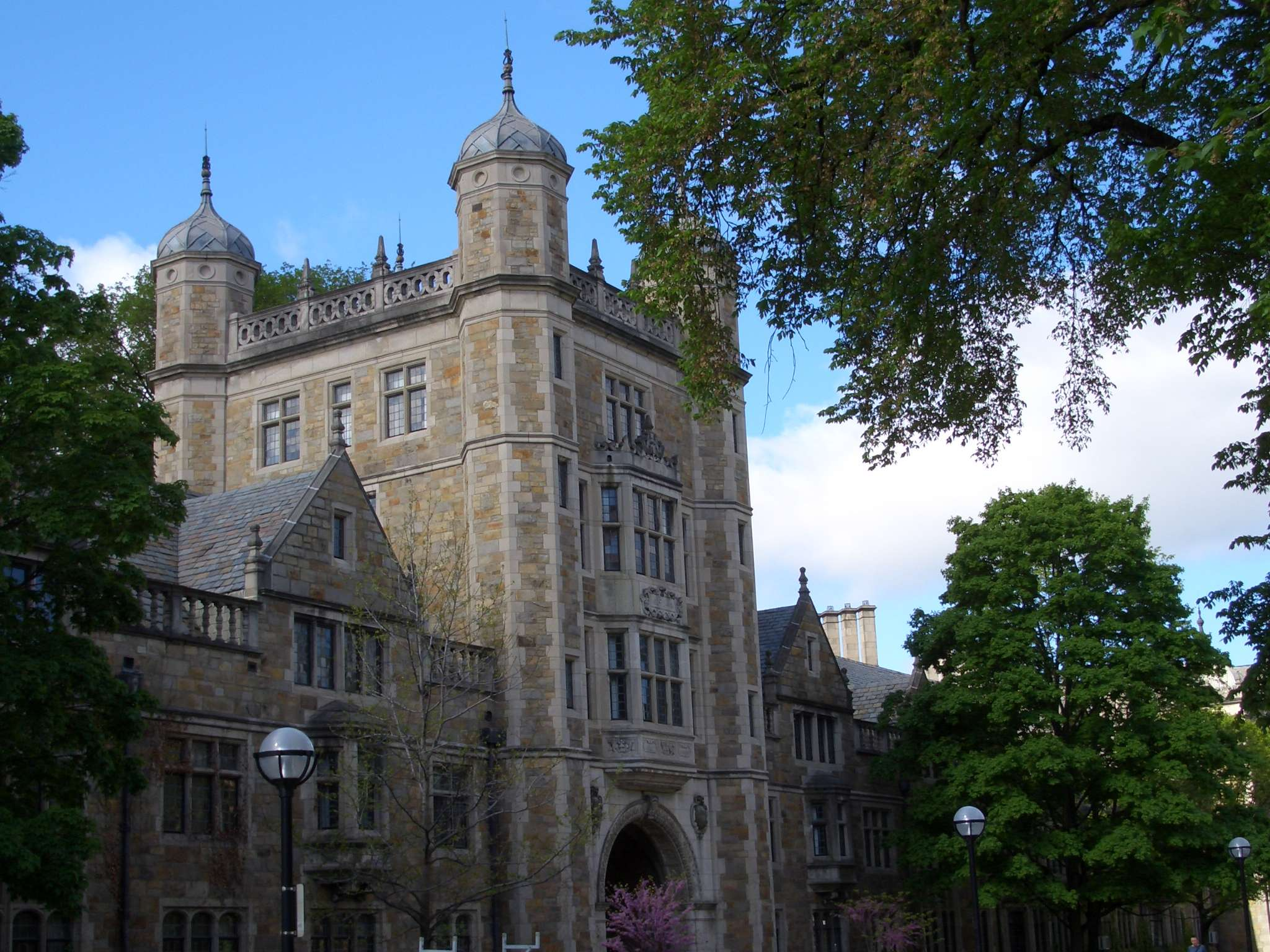
Eingang Nordseite des Law Quadrangles

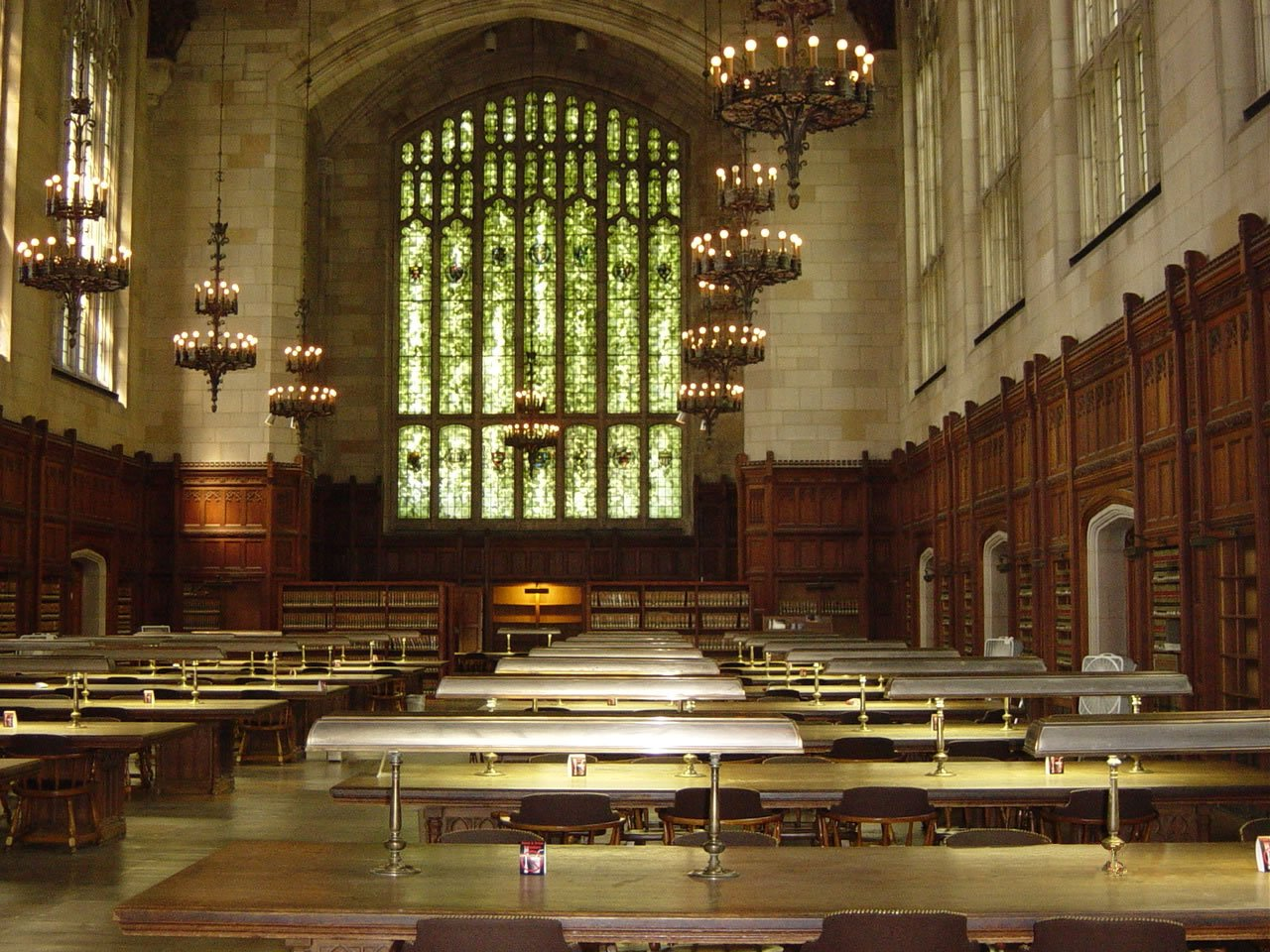
University of Michigan Law Library

Die University of Michigan Law School ist Teil der University of Michigan in Ann Arbor, Michigan, USA.

## Akademisches Profil
Die Law School wurde 1859 gegründet und wird zurzeit von ca. 1.200 Studenten besucht. Der Großteil der Studierenden strebt den amerikanischen Abschluss Juris Doctor (J.D.), ein kleiner Teil meist ausländischer Studierender ist im Master of Laws (LL.M.) oder Doctor of the Science of Law (S.J.D.) Programm eingeschrieben. Besondere Schwerpunkte der University of Michigan School of Law sind Internationales Recht (u. a. unterrichtet vom deutschen Richter am IGH, Bruno Simma) und interdisziplinäre Aspekte des Rechts.
Im Jahre 2004 forschten und lehrten 72 Vollzeitprofessoren und 42 Gast- oder beigeordnete Professoren an der University of Michigan Law School. Seit ihrer Gründung ist die University of Michigan Law School eine der angesehensten der USA und erringt regelmäßig vordere Platzierungen in den einschlägigen Rankings. Gleiches gilt für die Bibliothek der University of Michigan Law School, die knapp eine Million Bände umfasst [Stand: August 2006] und in einer aktuellen Studie den 4. Platz von 183 untersuchten rechtswissenschaftlichen Bibliotheken einnimmt.

## Architektonische Bedeutung
Die im gotischen Stil gehaltenen Gebäude der University of Michigan Law School formen das sogenannte Law Quadrangle, einen der aus architektonischer Sicht bemerkenswertesten rechtswissenschaftlichen Campus der USA. Das Law Quadrangle wurde zwischen 1924 und 1933 nach den Plänen der New Yorker Architekten Yorke & Sawyer errichtet. Idee und Finanzierung verdankt die University of Michigan Law School einer großzügigen Spende ihres alumnus William W. Cook, der sein gesamtes Vermögen, nach heutigem Wert über 240 Millionen US-Dollar, der Fakultät vermachte. Die vier Gebäude des Law Quadrangle werden auch heute noch zum größten Teil gemäß der ursprünglichen Planung genutzt und beherbergen daher neben Hörsälen, Büros und Bibliothek auch noch Wohnheim, Speisesaal und Sozial- bzw. Clubräume für die Studierenden. Die stetig anwachsende Bibliothek machte 1981 indes eine teilweise Auslagerung der Bestände notwendig. Um die Einheitlichkeit des gotischen Law Quadrangle zu bewahren, griff Architekt Gunnar Birkerts auf eine unterirdische Lösung zurück, die dennoch natürliches Sonnenlicht an die Mehrzahl der Arbeitsplätze gelangen lässt. Für diesen spektakulären Entwurf wurde Birkerts mit dem Arnold W. Brunner Prize der American Academy and Institute of Arts and Letters ausgezeichnet.

## Affirmative-Action-Kontroverse
Im Jahre 2003 war die Zulassungspolitik der University of Michigan Law School Gegenstand einer Grundsatzentscheidung des US Supreme Courts, des obersten Gerichtshofs der USA, der im Fall Grutter v. Bollinger entschied, dass die ethnische Zugehörigkeit der Bewerber als ein Kriterium bei der Zulassungsentscheidung herangezogen werden darf und damit die verfolgte affirmative-action-Politik, die auf Förderung schwarzer und anderer Minderheitenbewerber zielte, aufrechterhielt. Auch wenn die affirmative-action-Politik der University of Michigan Law School folglich mit Blick auf die Bundesverfassung keinen Bedenken mehr begegnete, stieß sie bei den unterlegenen Klägern wie auch in Teilen der Bevölkerung Michigans weiterhin auf Widerstand. Am 7. November 2006 hatte schließlich ein u. a. von Barbara Grutter und Jennifer Gratz angestrengtes Referendum Erfolg, nach dem die Verfassung des Bundesstaats Michigan dahingehend geändert werden soll, dass bei Zulassungsentscheidungen von öffentlichen Bildungsinstitutionen, also insbesondere der University of Michigan und der University of Michigan Law School, Bewerbern keine präferentielle Behandlung anhand von Rasse, Herkunft oder anderen ethnischen Kriterien gewährt werden darf. Gegen das ursprünglich zum 22. Dezember 2006 vorgesehene Inkrafttreten der Verfassungsänderung sind zurzeit noch mehrere Klagen anhängig. Am 19. Dezember 2006 urteilte der U.S. District Court des Eastern District of Michigan daher, dass bis zur Entscheidung in der Hauptsache zumindest die University of Michigan und zwei andere öffentliche Hochschulen im Bundesstaat vorerst die bisherige Zulassungspraxis aufrechterhalten dürfen.